# Calixto (historieta de Peñarroya)
Calixto es una serie de historietas creada por José Peñarroya para el semanario "Pulgarcito" en 1947.

## Trayectoria editorial
Calixto apareció por primera vez en el número 9 de "Pulgarcito".
A partir de 1949 se serializó también en "Súper Pulgarcito" (1ª época).
Bruguera publicó también las siguientes monografías:
- 1949 Calixto (Magos del Lápiz).
- 1959 Calixto: La herencia del tío (Magos de la Risa).[1]